# Познанський Сергій Володимирович
Познанський Сергій Володимирович — український кінооператор, режисер, фотохудожник, фотограф.

## Біографія
Народився 1972 р. у Києві. Закінчив Київський державний інститут театрального мистецтва ім. І. Карпенка-Карого (1998). 
Займається фотохудожньою творчою діяльністю більше 30 років.
З 1997 р. працює в галузі реклами.
Є співучасником багатьох фотовиставок та кінофестивалів, зокрема, у 2000 році взяв участь в міжнародному кінофестивалі - кінофестиваль "Молодість" оператором-постановником документального фільму "Ангеліус", який отримав друге місце за кращу операторську роботу. Зняв стрічки: «Сьогодні» (1997), «Хліб, лайно та радіація» (1998), тощо.
Кінопроекти Сергія Познанського як оператора-постановника є дуже вражаючими та відомими в світі кіно та фестивалів. 
У 2016 році, заставки для ТРК Україна «Чорнобиль – національна трагедія», зняті Сергієм Познанським, отримали Гран Прі на «Medientage Munchen». Цей фестиваль, який проводиться щорічно у Мюнхені, є одним з найбільших в Європі в галузі медіа та технологій.
Також у 2016 році, фільм «Fashion Zombies» був офіційно обраний для фестивалю ARTLightenment Art and Film Festival[відсутнє в джерелі] у США. Цей фестиваль, що проводиться в Нешвіллі, присвячений мистецтву та кіно і є важливим подією для творців та шанувальників культури.
В 2017 році, фільм “A Revival Story” був відібраний на Chelsea Fashion & Film Festival у Нью-Йорку. Цей фестиваль є одним з найбільших в світі фестивалів моди та кіно.
У тому ж 2017 році, фільм "Шнурки" був кваліфікований для участі у конкурсі Short Film Animated на 20-му Міжнародний кінофестиваль Zoom - Zblizenia в місті Єленя Ґура, Польща. Цей фестиваль відомий своєю традицією показувати відмінні фільми та привертати увагу до молодих талантів.

## Творчі фотопроекти
У вересні 2002 року представив свої роботи на виставці еротичної фотографії, яка проходила у Києві, в галерея «N».
У квітні 2003 року брав участь у проекті Фотобієнале,  м. Київ
Квітень 2009 під патронатом Т.М. «Президент», у "Фонд сприяння розвитку мистецтв" відбулась персональна виставка «Чиз-Арт». м. Київ.
Серпень 2009. Персональна виставка в Український дім, м. Київ. «Київ інсайд»
Вересень 2009. Персональна виставка в галереї «Фізкультура» - «9 фотографій»
Листопад 2013. Участь у виставці “BLOW-UP” у чайному клубі м. Києва.

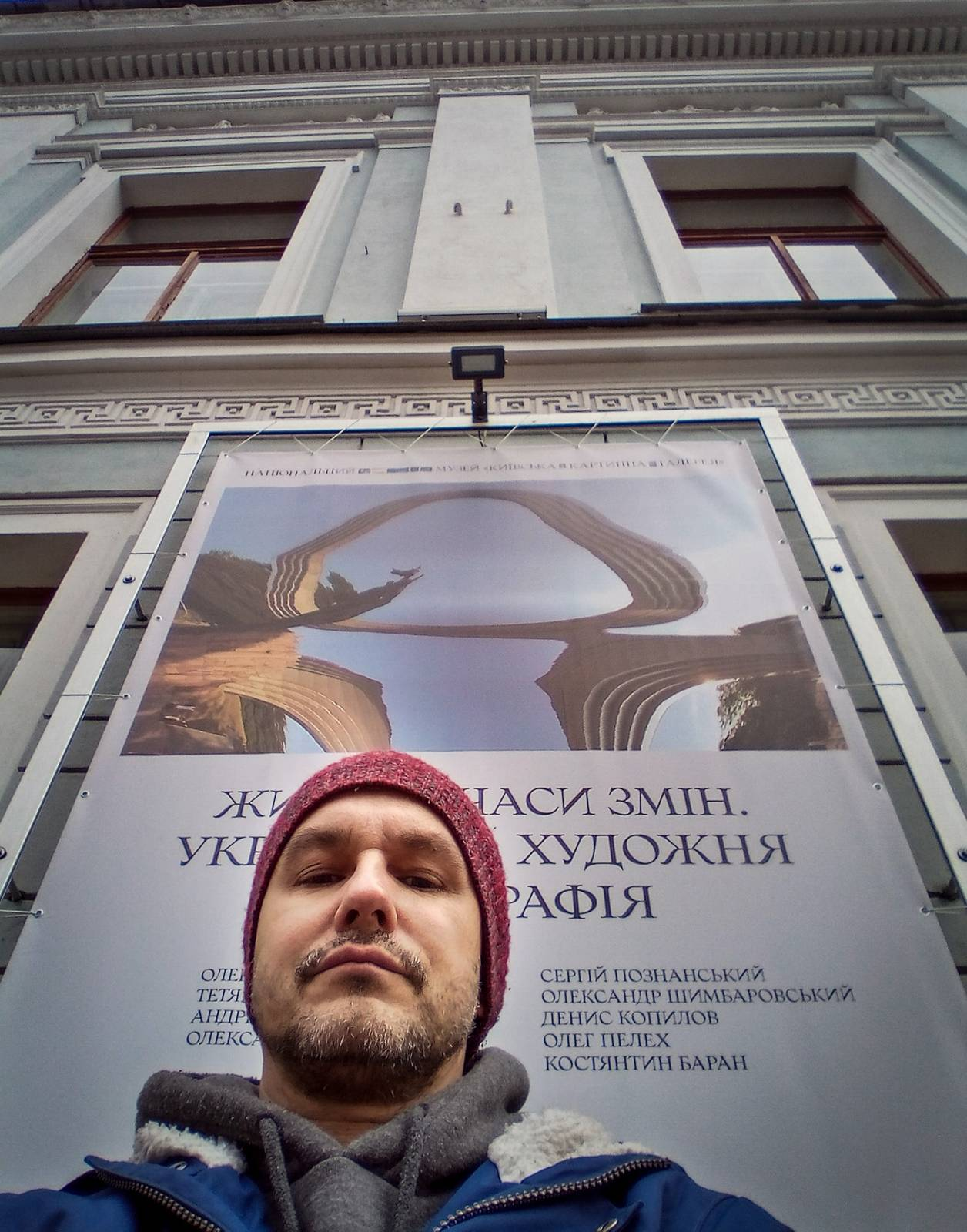
Автопортрет митця на фоні виставкового банеру

Листопад 2018. Участь у виставці «Photo Kyiv» у арт-просторі «Chicago» м. Київ.
Липень 2019. Участь у виставці «Метамодерн, пошук досконалості» МВЦ Музей історії Києва.
Вересень 2019. Участь у виставці «Photo Kyiv Fair» у галерея «Лавра» м. Київ.
Жовтень 2019. Участь у виставці «Олеся Авраменко. Озираючись у літо». Галерея «L-art» м. Київ.
Лютий 2022. Участь у виставці «Життя за годинниками змін. Українська сучасна фотографія» Національний музей Київська картинна галерея.
Лютий 2023.  Персональна виставка «Київ-Військовий» галерея «Хлібня» на території Національного заповіднику Софія Київська.

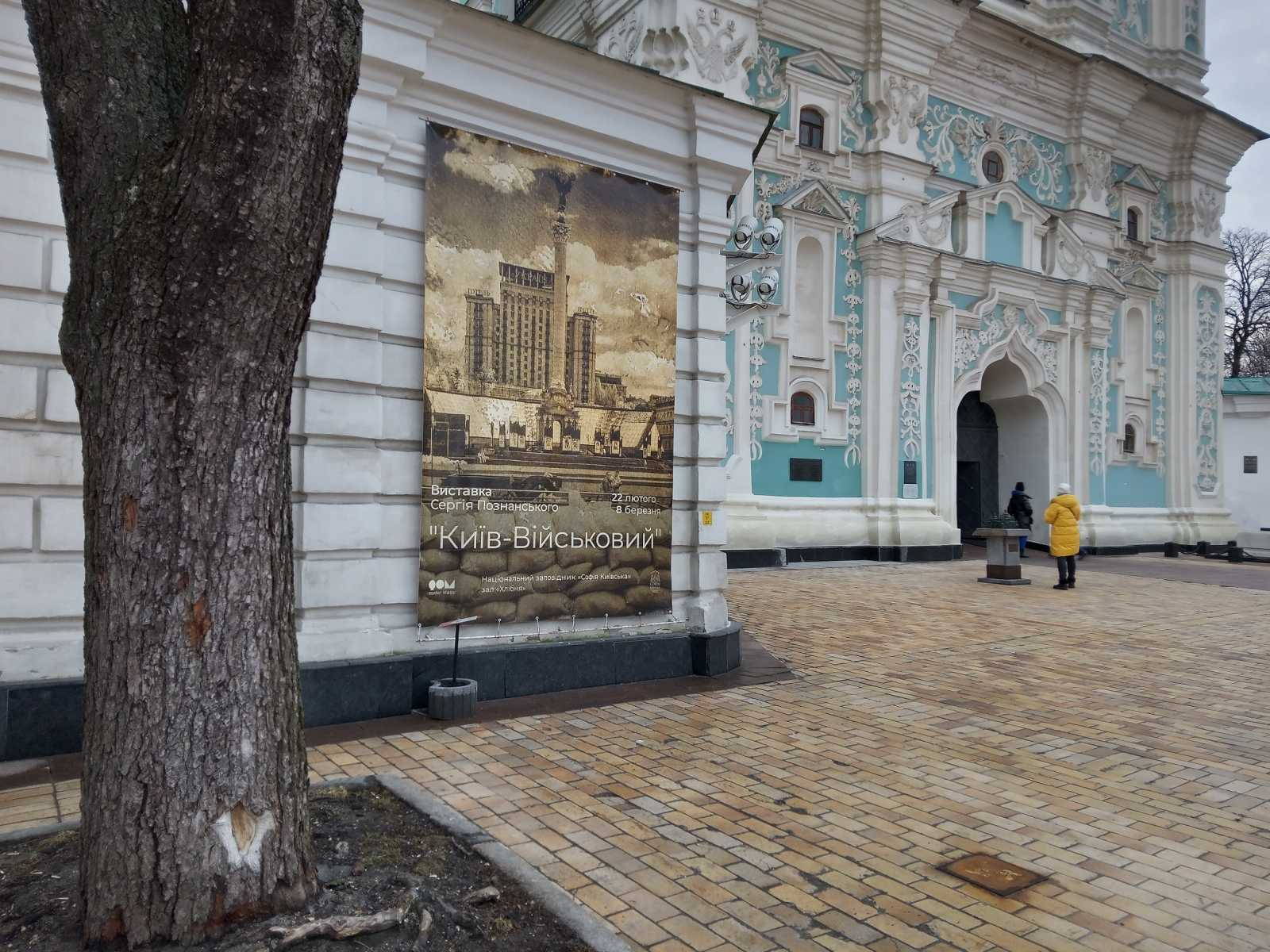
Виставковий банер в Національному Заповіднику Софія Київська

Серпень 2023.  Участь у проекті  «Інтеграція світла». Виставка альтернативної фотографії. Міжнародний культурний центр UNION. м. Одеса
14 листопада 2023 року. Презентація книги Ukraine: A War Crime видавництва Photo Evidence у PinchukArtCentre.  Обкладинка цієї книги -  фотографія Сергія Познанського.
У 2016 році Сергій Познанський повернувся до складної, дещо втраченої техніки амбротипії і створив унікальний результат, кожен окремий амбротип створюється в захоплюючому поетапному процесі вручну, що додає йому ще більшу цінність. Техніка малювання світлом за допомогою реактивів на скляній пластині неповторна та часто неочікувана, тому виключає будь-яку можливість.
Зараз Сергій Познанський працює над удосконаленням авторської техніки, де використовується трансферний папір, акварельний папір та поталь. Він продовжує бути активним учасником фотовиставок та кінофестивалів і презентує свої роботи на них.
Арт-роботи Сергія знаходяться в багатьох приватних колекціях по всьому світу. Також, зберігаються у Центральний державний архів-музей літератури і мистецтва України.